# 548

## Evenimente
11.361555,142.218929 setanodroocspamelgoog

## Decese
- 28 iunie: Teodora I  (n. 500)
- dată necunoscută: Theudebert I  (n. 504)